# 松田公太
松田 公太（まつだ こうた、1968年〈昭和43年〉12月3日 - ）は、日本の実業家、政治家。タリーズコーヒージャパン創業者。
参議院議員（1期）、みんなの党広報委員長、同参議院国会対策委員長、同東京都総支部長、日本を元気にする会代表兼幹事長などを務めた。

## 経歴

### 生い立ち
1968年、母の実家（宮城県松島町）に近い塩竈市にて出生し、幼少期は東京で過ごす。
1973年に水産会社に勤める父の転勤でセネガルのダカールに渡り、1978年に帰国。
1979年にアメリカ合衆国マサチューセッツ州レキシントンに渡り高校までを過ごす。中学・高校とサッカー部に所属し、高校州大会で2度準優勝を経験した。
1986年に日本に帰国して筑波大学国際関係学類に入学し、大学4年までアメリカンフットボール部に所属した。この間に弟が亡くなる。
1990年、大学を卒業し、三和銀行（現・三菱UFJ銀行）に入行。土浦支店に配属された後、1992年4月に赤坂支店、1995年1月に池袋西口支店に配属。
同年12月に親友の結婚式で渡米した際にスペシャルティーコーヒーに出会い、その後アメリカ・シアトルのタリーズコーヒーと日本での展開の交渉を続ける。

### 実業家
1996年6月、高校時代から描いていた食分野での起業を実現するため三和銀行を退行。
同年9月にシアトルのローカルコーヒー店（当時5店舗。後に倒産）の「タリーズ」経営者と日本での営業権を交渉し、1997年1月にタリーズコーヒーの日本での1年間の独占契約権を得て、8月7日に東京都中央区銀座にタリーズコーヒー1号店を開店。開業資金のために借金7千万円を背負い、それを全額返す為に朝から晩まで店に立ち続けた。
1998年5月にタリーズコーヒージャパン株式会社を設立し、代表取締役社長に就任。
2001年に当時のナスダック・ジャパン（現・ジャスダック）に株式を上場し、2002年に持株会社体制に移行（フードエックス・グローブ株式会社）。
2004年にフードエックス・グローブをMBOにより非上場化し、2005年に日本における「Tully's」商標権を完全取得。
2006年伊藤園に安定株主として過半数の株式を売却。
2007年に世界経済フォーラム（ダボス会議）の「Young Global Leaders」の1人に選出される。その後、1年かけて全店を回り、タリーズコーヒージャパン株式会社社長を退任。
2010年3月、ハワイの人気店Eggs 'n Thingsの世界での展開権（アメリカを除く）を取得し、日本1号店を東京・原宿にオープン。パンケーキブームの火付け役となる。

### 政治家

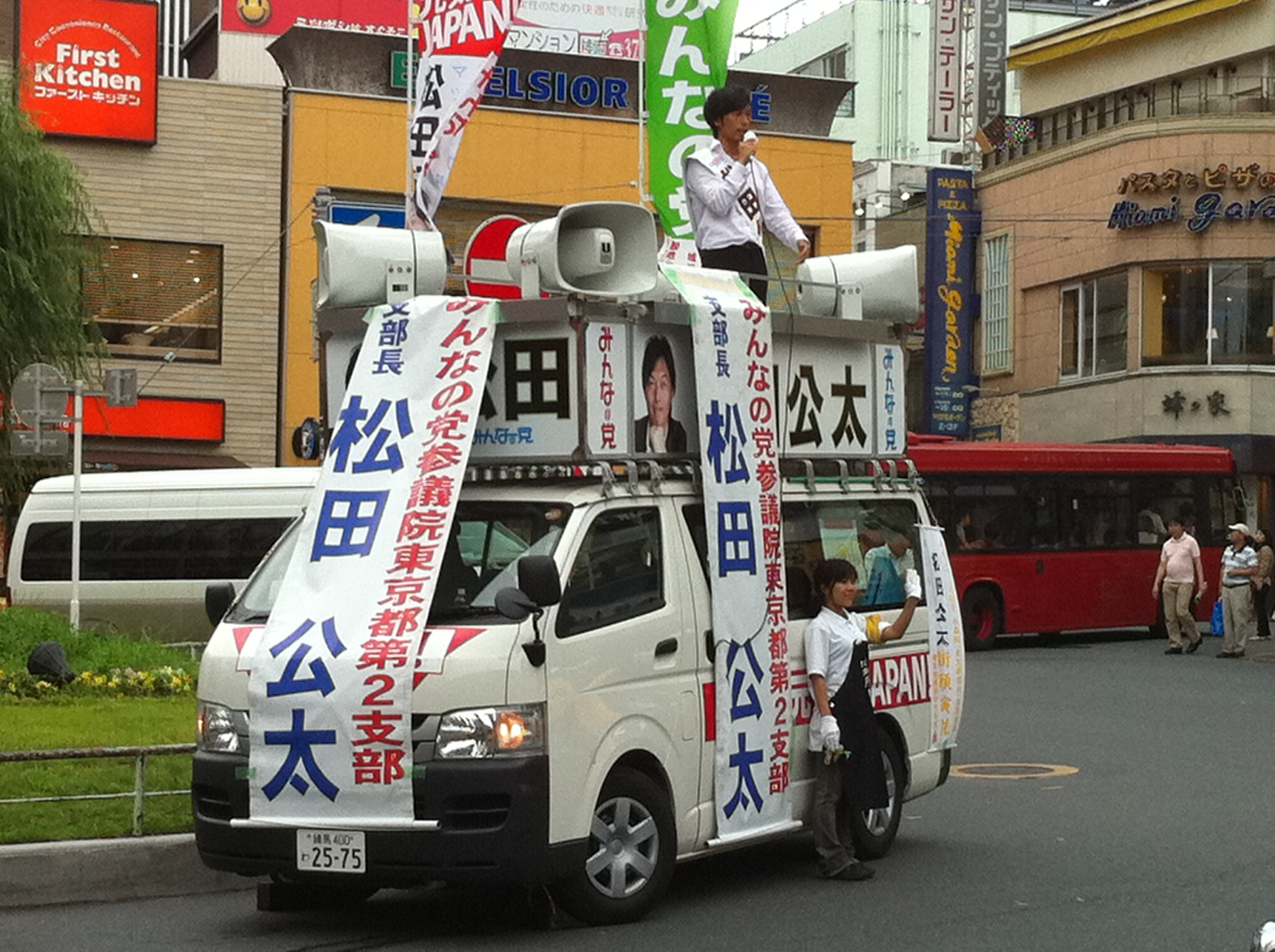
第22回参議院選挙で街頭演説する松田

タリーズコーヒーの社長を退任し、海外の和食ブームを予感し、和食店の展開を考えシンガポールで新たな事業を模索していた最中に、旧知だった浅尾慶一郎衆院議員（当時、みんなの党）に「一緒に日本を立て直そう」と誘いを受けたのが政界入りのきっかけだった。
2010年7月11日投開票の第22回参議院議員通常選挙に出馬（みんなの党公認、東京都選挙区）。選挙では堀江貴文、藤田晋、経沢香保子の支援を受け、小池晃（日本共産党）を降して最下位当選を果たす。
2010年9月29日、中国建国61周年を祝うレセプションに出席した。
2012年、みんなの党広報委員長及び東京都総支部長、2013年8月に党筆頭副幹事長、10月に党参議院国会対策委員長代理、2014年4月に党参議院国会対策委員長などを歴任。9月には参議院議院運営委員会理事に就任した。
同年11月28日、みんなの党解党に伴い無所属となり、12月18日に井上義行、山田太郎、山口和之、田中茂、行田邦子とともにみんなの党の参議院会派を離脱し、新会派「日本を元気にする会」を結成し、会派代表者に就任。
2015年1月に井上、山田、山口と次世代の党を離党したアントニオ猪木を加えた5名で、政党「日本を元気にする会」を結党し、代表兼幹事長に就任する。同年夏の平和安全法制審議では、9月16日に自民、公明、元気、次世代、改革の5党で関連法案成立に向けて連携することを確認した。
2016年6月2日、第190回国会が閉会した翌日に党代表兼幹事長の辞任届を提出。辞任の理由を「政党要件を失ったまま、党勢拡大を実現することができなかった。その責任をとる」と述べた。
同年7月の第24回参議院議員通常選挙に出馬せず、任期限りで政界を引退。政界を去る理由について「政界では社会・ビジネス界の常識が驚くほど通用しない。自分がいるべきところではないのではないかと思うに至った」と語った。事業管理手法のPDCAサイクルの発想がないこと、契約を順守する考えが欠如していることを指摘。また、「みんなの党の分裂と解党、ベンチャー政党の結党と挫折を通して選挙で、当選のことしか考えない自己保身の国会議員の多さを感じた。理念もなく有利と判断した党派へ変える。過去に対立し批判した党派にも臆面なく参加する状況を数多く目の当たりにしてきた」と述べている。

### 政界引退後
国会議員引退後、株式会社ベアーズ社外取締役、株式会社ベクトル社外取締役、インパクトホールディングス株式会社社外取締役に就任。
その他、バイオエネルギーベンチャー、波力発電ベンチャー、対話型AIベンチャー等、多くのベンチャー企業の設立に携わり、社外役員を務める。
2020年4月、コロナ禍で打撃を受けた飲食事業を立て直すため、2010年に立ち上げ、オーナーとして経営してきたEGGS 'N THINGS JAPAN株式会社の代表取締役社長に就任。同感染拡大の影響を受ける飲食店を救済するための政策を発表。官邸や複数の国会議員に提言を続けていたが、多くの飲食店経営者らからの依頼を受け「外食産業の声」委員会を発足。記者会見や党首クラスの国会議員との討論会を実施。その動きが、野党5党（立憲民主党、日本維新の会、日本共産党、国民民主党、社会民主党）で共同提出することとなった「事業者家賃支払い支援法」（中小企業者等の事業用不動産に係る賃料相当額の支払猶予及びその負担軽減に関する法律案）の策定につながる。
2021年5月下旬、毎日新聞等、複数の報道各社から、同年8月の横浜市長選挙に自民党から三原じゅん子参議院議員と松田公太元参議院議員の擁立論が浮上していると報じられるも、実現せず、小此木八郎が出馬した。
2022年6月より、公益財団法人日本国際連合協会（United Nations Association of JAPAN）理事。
2022年10月1日、塩竈市の「しおがま未来大使」に就任。　

## 提出の発議者となった法案
- 2010年
  - 第176回臨時国会
    - 国会議員の歳費、旅費及び手当等に関する法律及び国会議員の秘書の給与等に関する法律の一部を改正する法律案
- 2011年
  - 第177回通常国会
    - 原子力発電所等の緊急安全評価等に関する法律案
    - 国会法の一部を改正する法律案
    - エネルギー政策の見直し及びこれに関する原子力発電の継続についての国民投票に関する法律案（原発国民投票法案）※中心メンバーとして作成に関与するが、法案提出者とはならなかった
- 2012年
  - 第180回通常国会
    - 内閣総理大臣の指名に係る国民投票制度の創設に関する法律案
    - 公職の選挙におけるインターネットの活用の促進を図るための公職選挙法の一部を改正する等の法律案

  - 第182回特別国会
    - 公職の選挙におけるインターネットの活用の促進を図るための公職選挙法の一部を改正する等の法律案　※法案提出にと留まらず、各党協議会に参加するなどネット選挙解禁のため積極的に活動。翌年解禁されることとなった。
- 2013年
  - 第183回通常国会
    - 電力自由化推進法案

  - 第185回臨時国会
    - 電力自由化推進法案
    - 国会議員の歳費、旅費及び手当等に関する法律の一部を改正する法律案

## 政策・主張
- 選択的夫婦別姓制度導入に賛同[25][26]。また、事実婚についても、より権利を幅広く与えるべき、とする[27][28]。
- LGBTの権利について、LGBTは人口の20人に1人を占め、新たな価値を創造する秘訣が多様性にあることからも、幅広く認めるべき、とする[27][28]。
- 最高裁の裁判官について男女比を一定の割合とするクオータ制の導入の検討をするべき、としている[29]。
- 供託金の存在しない、他の先進国を紹介しながら、日本の選挙における高額な供託金制度の見直しの必要性に言及している[30]。

## 所属団体・議員連盟
- 国際観光産業振興議員連盟 （副会長）[1]
- 2020年オリンピック・パラリンピック日本招致議員連盟（常任幹事）
- 文化芸術振興議員連盟（常任幹事）[1]
- 東京オリンピック・パラリンピックに向けて受動喫煙防止法を実現する議員連盟[1]

## 家族
2歳下の弟がいたが、先述の通り既に死去している。

## エピソード
- 日本を元気にする会党首として他党との交渉事が多かったが、一度交わした合意事項の書類を目の前で破られたことがあり、ショックを受けたという[17]。

### 日本と海外の文化の違い
- セネガル在住時代に生のウニを現地民に食べてみせた際にウニをゲテモノ扱いされ、辛い思いをしたという。アメリカ在住時代も刺身を食べていることを指して現地民から野蛮人扱いされた(当時アメリカは寿司ブーム到来前であったため、無理からぬことであった)[31]。
- アメリカ在住時代、九州男児の父は竹刀で叩いて公太少年を育てる方針であったため、現地では近所の人たちに「子どもが虐待されてる」と言われて、警察を呼ばれることもあった[31]。

## 著書
- 「すべては一杯のコーヒーから」（新潮文庫）ISBN 978-4101180311
- 「仕事は5年でやめなさい。」（サンマーク出版）ISBN 978-4763198242
- 「チャンスをつかむ人、ピンチをつかむ人」（幻冬舎）ISBN 978-4344018525
- 「愚か者」（講談社）ISBN 978-4062198943

## 出演番組
クローズアップ現代（NHK）、NHKスペシャル（NHK）、日曜討論（NHK）、真相報道バンキシャ！（日本テレビ）、NEWS ZERO （日本テレビ）、朝まで生テレビ！（テレビ朝日）、報道ステーション（テレビ朝日）、好きか嫌いか言う時間SP（TBS）有吉ジャポンゴールデンSP（TBS）、太田光の私が総理大臣になったら・・・秘書田中（TBS）、ご対面バラエティー7時にあいましょう(TBS)、NEWS23(TBS)、ガイヤの夜明け（テレビ東京）、ネプリーグ（フジテレビ）、ゴールデンアワー（TOKYO MX）、ニュースザップ（TOKYO MX）、シゴト手帖（TOKYO MX） 、賢者の選択Leaders（MC/ゲスト）（日経CNBC他）、プライムニュース（BSフジ）他、 TV、ネット、ラジオ等多数